# Río Rayas
Río Rayas är en flod  i Chile.   Den ligger i regionen Región de Los Lagos, i den södra delen av landet, 1 100 km söder om huvudstaden Santiago de Chile.
I omgivningen kring Río Rayas växer i huvudsak blandskog och området är nästan obefolkat, med mindre än två invånare per kvadratkilometer.